# Marcos Baghdatis
Marcos Baghdatis (født 17. juni 1985 i Limassol, Cypern) er en cypriotisk tennisspiller, der blev professionel i 2003. Han har igennem sin karriere (pr. september 2010) vundet fire singletitler, og hans højeste placering på ATP's verdensrangliste er en 8. plads, som han opnåede i august 2006.

## Grand Slam
Baghdatis' bedste resultater i Grand Slam-sammenhæng kom i 2006, der blev hans helt store gennembrudssæson. Først nåede han sensationelt frem til finalen i Australian Open, som han dog tabte i fire sæt til den daværende verdensetter, schweizeren Roger Federer. Samme år spillede han sig frem til semifinalerne ved Wimbledon, hvor han dog måtte se sig besejret af Rafael Nadal fra Spanien.